# Königliche Schutzmannschaft für die Haupt- und Residenzstadt München
Die Königliche Schutzmannschaft für die Haupt- und Residenzstadt München war die für München zuständige staatliche Kriminal- und Sicherheitspolizei von 1898 bis 1919.

## Geschichte
In der Konstitution von 1808 wurde u. a. die Errichtung einer Gensd’armerie festgelegt. Mit dem Gemeindeedikt vom 17. Mai 1818, das die Polizeigewalt den Kommunen übertrug, wurden in ganz Bayern Stadt- und Gemeindepolizeien gegründet. Nur in der Haupt- und Residenzstadt München blieb die Polizei vollständig in staatlicher Hand, eine eigene als „Königliche Gendarmerie-Stadt-Kompanie“ entstand 1824. Auch als die dortige Gendarmeriekompanie am 1. Oktober 1898 zur „Königlichen Schutzmannschaft für die Haupt- und Residenzstadt München“ umgewandelt wurde, blieb diese als „Zivilinstitut“ der staatlichen Polizeidirektion München unterstellt. Die grünen Uniformen der Gendarmerie wichen den neuen blauen Uniformen.
Von den damals 600 Angehörigen der Schutzmannschaft waren 34 Mann zu Pferde, welche in einem Seitenflügel der ehemaligen Schwere-Reiter-Kaserne an der Kohlstraße untergebracht waren. Daher gilt der 1. Oktober 1898 als Gründungsdatum der ersten Polizei-Reiterstaffel in Bayern. Zur Jahrhundertwende wurde eine Kriminalabteilung eingerichtet. Die Schutzmannschaft hatte 1912 einen Bestand an 4 Offizieren, 176 Unteroffizieren und 824 Schutzleuten.
Nach Kriegsbeginn mussten Hilfspolizisten eingestellt werden, da die Anzahl der Schutzleute auf 680 abgesunken war. Auch nach der Absetzung der Wittelsbacher im November 1918 bestand die Schutzmannschaft vorerst weiter. Erst mit der Ausrufung der zweiten Räterepublik in Bayern am 13. April 1919 wurde der amtierende Polizeipräsident Josef Staimer abgesetzt und die Schutzmannschaft entwaffnet und aufgelöst. Die Bezeichnung Stadtpolizei wurde dann nach 1919 für die Einheiten der Bayerischen Landespolizei verwendet, die als staatliche Schutzpolizei für das Stadtgebiet München zuständig waren.

## Leiter
- Polizeimajor Oskar Freiherr von Hohenfels (1898–1910)
- Polizeimajor Georg Seufferheld (1910–1914)
- Polizeimajor Friedrich Hagen (1914)